# Javiera Toledo Muñoz
Javiera Italia Toledo Muñoz es una matrona y política chilena. Entre junio de 2021 y noviembre de 2024 ejerció como alcaldesa de la comuna de Villa Alemana.Renuncio al cargo no completando el periodo establecido por la ley, luego de ser derrotada en las urnas por el actual alcalde Nelson Estay Molina.

## Biografía
Nació y Creció en la ciudad de Villa Alemana. Estudió obstetricia y puericultura en la Universidad de Valparaíso. Ejerció como matrona en el Hospital de Quillota hasta el 2016.

### Carrera Política
En el año 2017 se presentó a la candidatura como Diputada por el Distrito 6, donde obtuvo 6296 votos. En este tiempo es donde ingresa al Frente Amplio. Primero ingresa a Poder Ciudadano del cual prontamente se saldría. Posteriormente, continuaría en la coalición pero como independiente. Llegado el 2019, en el contexto del Estallido Social, decide seguir su carrera política alejada del Frente Amplio.
Junto con mujeres afines con sus convicciones sociales, fundan la agrupación "La Villa Alemana que queremos". Creando un proyecto de ciudad, asume como vocera y luego se postula a la alcaldía de la comuna.
Con más de 18 000 votos, se convirtió en la autoridad comunal más votada y la segunda mujer en ser alcaldesa en la historia de Villa Alemana.
Durante el mes de mayo de 2025, un grupo de concejales del Municipio de Villa Alemana presentan una acusación de notable abandono de deberes en contra de Javiera Toledo en razón a su negligente gestión como alcaldesa generando un perjuicio patrimonial a la Municipalidad de Villa Alemana por 6.000.000.000 de pesos. Entre el perjuicio patrimonial destaca del denominado “La Comarca” proyecto que no contó con beneficiarios y fue invalidado por la administración de Nelson Estay dada la ilegalidad de dicho proyecto que costó a la comuna de Villa Alemana más de 600.000.000 de pesos cuestión que fue ratificada por la Corte de Apelaciones de Valparaíso.

## Historial electoral

### Elecciones parlamentarias de 2017
- Elecciones parlamentarias de 2017 a diputado por el Distrito 6 (Cabildo, Calle Larga, Catemu, Hijuelas, La Calera, La Cruz, La Ligua, Limache, Llay Llay, Los Andes, Nogales, Olmué, Panquehue, Papudo, Petorca, Puchuncaví, Putaendo, Quillota, Quilpué, Quintero, Rinconada, San Esteban, San Felipe, Santa María, Villa Alemana y Zapallar).[7](Se consideran sólo candidatos de la lista del Frente Amplio)

| Pacto         | Candidato                     | Partido    | Votos | %    | Resultado |
| ------------- | ----------------------------- | ---------- | ----- | ---- | --------- |
| Frente Amplio | Diego Ibáñez Cotroneo         | PH         | 9185  | 2,89 | Diputado  |
| Frente Amplio | Marianella Benavides Cárdenas | PH         | 8537  | 2,69 |           |
| Frente Amplio | Joel González Vega            | Ind. PH    | 7069  | 2,22 |           |
| Frente Amplio | Fidel Cueto Rosales           | RD         | 6567  | 2,07 |           |
| Frente Amplio | Javiera Toledo Muñoz          | Poder      | 6296  | 1,98 |           |
| Frente Amplio | Claudia Arcos Duarte          | PI         | 5501  | 1,73 |           |
| Frente Amplio | Luis Soto Pérez               | PI         | 4736  | 1,49 |           |
| Frente Amplio | Lizet Briones Pérez           | Ind. Poder | 2609  | 0,82 |           |
| Frente Amplio | Alejandro Vergara             | Poder      | 2271  | 0,71 |           |

### Elecciones municipales de 2021
- Elecciones municipales de 2021, para la alcaldía de Villa Alemana[8]

| Candidato               | Pacto                 | Partido | Votos  | %     | Resultado |
| ----------------------- | --------------------- | ------- | ------ | ----- | --------- |
| Javiera Toledo Muñoz    | Independiente         | Ind.    | 17.913 | 43,63 | Alcaldesa |
| Nelson Estay Molina     | Independiente         | Ind.    | 5.374  | 13,09 |           |
| Cristian Luna Salinas   | Frente Amplio         | Ind.    | 4.859  | 11,83 |           |
| Heinrich Wittig Barreto | Unidad por el Apruebo | PR      | 4.531  | 11,04 |           |
| Ángelo Barchiesi Chávez | Republicanos          | PRCh    | 4.494  | 10,95 |           |
| José Sabat Srur         | Chile Vamos           | Ind.    | 3.887  | 9,47  |           |